# Dværgmispel
Dværgmispel (Cotoneaster) er en slægt af dværgbuske, buske eller træer, der er udbredt med ca. 50 arter fra Europa til Kina med hovedområdet i det vestlige Kina. De fleste er løvfældende, men enkelte arter er vintergrønne. Bladene er hele og runde til lancetformede med hel rand. Blomsterne er samlet i halvskærme, der sidder på kortskud. De enkelte blomster er hvide til rosafarvede, regelmæssigt 5-tallige og forholdsvist små. Frugterne er røde til sorte kernefrugter ("bær"). Her omtales kun de arter og hybrider, som dyrkes i Danmark:
| Beskrevne arter |

- Bulet dværgmispel (Cotoneaster bullatus)
- Krybende dværgmispel (Cotoneaster dammeri)
- Lodret og vandret (Cotoneaster horizontalis)
- Mangeblomstret dværgmispel (Cotoneaster multiflorus)
- Pilebladet dværgmispel (Cotoneaster salicifolius)
- Rød dværgmispel (Cotoneaster integerrimus)
- Tidlig dværgmispel (Cotoneaster adpressus var. praecox)
- Viftedværgmispel (Cotoneaster divaricatus)

| Beskrevet Hybrid |

- Cotoneaster x watereri

| Øvrige arter |

| - Cotoneaster acuminatus - Cotoneaster acutifolius - Cotoneaster adpressus - Cotoneaster affinis - Cotoneaster albokermesirus - Cotoneaster allochrous - Cotoneaster ambiguus - Cotoneaster amoenus - Cotoneaster apiculatus - Cotoneaster bacillaris - Cotoneaster buxifolius - Cotoneaster calocarpus - Cotoneaster cinnabarinus - Cotoneaster coriaceus - Cotoneaster dielsianus - Cotoneaster foveolatus - Cotoneaster franchetii - Cotoneaster frigidus - Cotoneaster glabratus - Cotoneaster glaucophyllus - Cotoneaster gracilis - Cotoneaster granatensis - Cotoneaster harrovianus - Cotoneaster harrysmithii | - Cotoneaster hebephyllus - Cotoneaster henryanus - Cotoneaster hissaricus - Cotoneaster ignavus - Cotoneaster insignis - Cotoneaster karatavicus - Cotoneaster konishii - Cotoneaster lucidus - Cotoneaster melanocarpus - Cotoneaster microphyllus - Cotoneaster morrisonensis - Cotoneaster moupinensis - Cotoneaster nebrodensis - Cotoneaster nitens - Cotoneaster nitidifolius - Cotoneaster nitidus - Cotoneaster nummularioides - Cotoneaster nummularius - Cotoneaster obovatus - Cotoneaster obscurus - Cotoneaster oliganthus - Cotoneaster pannosus - Cotoneaster przewalskii - Cotoneaster racemiflorus | - Cotoneaster reticulatus - Cotoneaster rhytidophyllus - Cotoneaster roseus - Cotoneaster rotundifolius - Cotoneaster rubens - Cotoneaster saxatilis - Cotoneaster shansiensis - Cotoneaster sikangensis - Cotoneaster sikkimensis - Cotoneaster silvestrii - Cotoneaster simonsii - Cotoneaster soczavianus - Cotoneaster soongoricus - Cotoneaster splendens - Cotoneaster tauricus - Cotoneaster tenuipes - Cotoneaster tumeticus - Cotoneaster turbinatus - Cotoneaster uniflorus - Cotoneaster wardii - Cotoneaster wilsonii - Cotoneaster zabelii - Cotoneaster zeravschanicus |